# Progetto HARP
Il progetto HARP, acronimo di High Altitude Research Project, era un progetto militare congiunto dei Dipartimenti della Difesa di Stati Uniti e Canada. Aveva lo scopo di effettuare a basso costo studi sulla balistica del rientro atmosferico e raccogliere dati sull'alta atmosfera per la ricerca scientifica.
Si proponeva di utilizzare cannoni molto grandi per lanciare proiettili a grandi altezze con velocità molto elevate, evitando l'uso di razzi. Il progetto fu sviluppato negli anni sessanta, utilizzando cannoni che sparavano speciali proiettili cilindrici denominati Martlet. Furono effettuati numerosi test, utilizzando tre cannoni ubicati nelle Barbados, in Canada e negli Stati Uniti. Il progetto fu abbandonato nel 1967.

## Storia
Il progetto HARP fu avviato nel 1961 sotto la guida dell'ingegnere canadese Gerald Bull, professore dell'Università McGill. Bull sosteneva che gli esperimenti condotti con i cannoni sarebbero stati molto più economici di quelli condotti con i razzi. Le prime installazioni furono collocate nelle Barbados vicino all'aeroporto di Bridgetown - Grantley Adams, dove fu utilizzato un vecchio cannone da 16 pollici (406 mm) della Marina militare statunitense. Il cannone, che fu riadattato per il progetto, sparava quasi verticalmente in direzione dell'Oceano Atlantico. Come proiettili furono utilizzati missili cilindrici di acciaio dotati di alettoni, che furono denominati Martlet, ispirandosi al nome dell'uccello presente sullo stemma dell'Università McGill. I Martlet erano circondati da un involucro di legno (sabot), che proteggeva il proiettile mentre attraversava la canna del cannone assorbendo l'energia della combustione e cadeva poi a terra, separandosi dal Martlet dopo che usciva dalla canna. I Martlet erano dotati di antenne di telemetria per tracciare il volo del missile e trasportavano anche diversi carichi utili, come palloni meteorologici per raccogliere dati atmosferici.
Nel 1966 furono installati per i test del progetto altri due cannoni, uno in Canada in un villaggio del Québec e l'altro a Yuma, in Arizona. A differenza del cannone di Barbados, i proiettili del cannone di Yuma potevano essere recuperati a scopo di studio, poiché non si perdevano nell'oceano durante il loro rientro. Il 18 novembre 1966, il cannone di Yuma lanciò un proiettile di 185 libbre (circa 84 Kg) alla velocità di 3.600 m/s, facendogli effettuare un volo suborbitale e raggiungendo l'altitudine di 179 Km sul livello del mare, record mondiale di altezza di un proiettile sparato da un cannone. Le fasi ulteriori del progetto prevedevano lo sviluppo di modelli di Martlet dotati di motori a razzo per trasportare carichi in orbita terrestre bassa, ma alla fine del 1966, il governo canadese annunciò il suo ritiro dal progetto; il governo statunitense decise di non continuare a finanziarlo da solo e nel 1967 il progetto fu chiuso.